# Jagdgeschwader 105
A Jagdgeschwader 105 foi uma asa de treino de pilotagem de caças da Luftwaffe, durante a Alemanha Nazi. Formada em 25 de fevereiro de 1943 em Villacoublay-Nord a partir do Stab/Jagdfliegerschule 5, foi extinta em 16 de abril de 1945.

## Comandantes
- Major Richard Leppla, 25 de fevereiro de 1943 - 31 de agosto de 1943[2]
- Major Helmut Bolz, 1 de setembro de 1943 - 30 de setembro de 1944[2]
- Major Richard Leppla, 1 de outubro de 1944 - 16 de abril de 1945[2]